# Heptathela suoxiyuensis
Heptathela suoxiyuensis är en spindelart som beskrevs av Yin, Tang och Xu 2003. Heptathela suoxiyuensis ingår i släktet Heptathela och familjen ledspindlar. Inga underarter finns listade i Catalogue of Life.